# بايفيلد (كولورادو)
بايفيلد (بالإنجليزية: Bayfield)‏ هي بلدة تقع في مقاطعة لا بلاتا، كولورادو بولاية كولورادو في الولايات المتحدة. تبلغ مساحتها 2.8 (كم²)، وترتفع عن سطح البحر 2103 م، بلغ عدد سكانها 1549 نسمة في عام 2000 حسب إحصاء مكتب تعداد الولايات المتحدة وتصل الكثافة السكانية فيها 553.4 نسمة/كم2.

## وصلات خارجية
- Town of Bayfield
- The US50 - Cities and Towns in Colorado State
- Colorado Cities and Towns, Facts, Map, Flag, Colleges, Government, and More